# Coppa araba 1964
La Coppa araba 1964 (كأس العرب 1964) fu la seconda edizione della Coppa araba, competizione calcistica per nazionali organizzata dalla UAFA. La competizione si svolse in Kuwait dal 13 novembre al 20 novembre 1964 e vide la partecipazione di 5 squadre: Giordania, Iraq, Kuwait, Libano e Libia.
La UAFA organizzò questa competizione dal 1963 al 2012 a cadenza variabile. Sebbene la competizione non sia stata ufficialmente cancellata, non ci più eventi dal 2012: si sono avute in totale 9 edizioni più 2 edizioni annullate (l'edizione del l'ultima del 1982 a causa della Guerra del Libano, mentre quella del 2009 per mancanza di sponsor). Durante la lunga interruzione che si è avuta tra il 1966 e il 1985, il torneo fu rimpiazzato (o rinominato) dalla Coppa della Palestina, di cui tre edizioni si giocarono negli anni '70. L'edizione del 1992 è stata parte integrante dei giochi arabi disputati in Siria.

## Formula
- Qualificazioni

Nessuna fase di qualificazione. Le squadre sono qualificate direttamente alla fase finale.
- Fase finale

Girone unico - 5 squadre: giocano partite di sola andata. La prima classificata si laurea campione UAFA.

## Squadre partecipanti
| Pr. | Squadra   | Data di qualificazione certa | Partecipante in quanto                                         | Partecipazioni precedenti al torneo | Ultima presenza |
| --- | --------- | ---------------------------- | -------------------------------------------------------------- | ----------------------------------- | --------------- |
| 1   | Kuwait    | -                            | Rappresentativa della nazione organizzatrice della fase finale | 1 (1963)                            | Libano 1963     |
| 2   | Iraq      | -                            | Qualificata di diritto                                         | -                                   | Esordiente      |
| 3   | Giordania | -                            | Qualificata di diritto                                         | 1 (1963)                            | Libano 1963     |
| 4   | Libano    | -                            | Qualificata di diritto                                         | 1 (1963)                            | Libano 1963     |
| 5   | Libia     | -                            | Qualificata di diritto                                         | -                                   | Esordiente      |

Nella sezione "partecipazioni precedenti al torneo", le date in grassetto indicano che la nazione ha vinto quella edizione del torneo, mentre le date in corsivo indicano la nazione ospitante.

## Fase finale

### Girone unico
| Al Kuwait 13 novembre 1964 | Giordania | 0 – 0 | Libano | Shuwaikh High School Stadium |

| Al Kuwait 13 novembre 1964 | Kuwait | 0 – 1 | Iraq | Shuwaikh High School Stadium |

| Al Kuwait 14 novembre 1964 | Libia | 2 – 1 | Libano | Shuwaikh High School Stadium |

| Al Kuwait 15 novembre 1964 | Kuwait | 2 – 0 | Giordania | Shuwaikh High School Stadium |

| Al Kuwait 16 novembre 1964 | Iraq | 3 – 1 | Giordania | Shuwaikh High School Stadium |

| Al Kuwait 16 novembre 1964 | Kuwait | 1 – 1 | Libia | Shuwaikh High School Stadium |

| Al Kuwait 18 novembre 1964 | Iraq | 1 – 0 | Libano | Shuwaikh High School Stadium |

| Al Kuwait 18 novembre 1964 | Libia | 5 – 2 | Giordania | Shuwaikh High School Stadium |

| Al Kuwait 20 novembre 1964 | Iraq | 1 – 1 | Libia | Shuwaikh High School Stadium |

| Al Kuwait 20 novembre 1964 | Kuwait | 2 – 3 | Libano | Shuwaikh High School Stadium |

| Pos | Squadra   | P.ti | G | V | N | P | GF | GS | DR |
| --- | --------- | ---- | - | - | - | - | -- | -- | -- |
| 1   | Iraq      | 7    | 4 | 3 | 1 | 0 | 6  | 2  | +8 |
| 2   | Libia     | 6    | 4 | 2 | 2 | 0 | 9  | 5  | +4 |
| 3   | Kuwait    | 3    | 4 | 1 | 1 | 2 | 5  | 5  | 0  |
| 4   | Libano    | 3    | 4 | 1 | 1 | 2 | 4  | 5  | -1 |
| 5   | Giordania | 1    | 4 | 0 | 1 | 3 | 3  | 10 | -7 |